# یان ولنسکی
یان وُلنسکی (انگلیسی: Jan Woleński؛ زادهٔ ۲۱ سپتامبر ۱۹۴۰) (با نام کامل یان هرتریش-ولنسکی) فیلسوف لهستانی متخصص در تاریخ مکتب منطق لوو-ورشو و در فلسفه تحلیلی است. او بیشتر دوران تحصیلی خود را در دانشگاه یاگیلونیا در کراکوف گذرانده است. زمینه‌های اصلی تحقیق او منطق، معرفت‌شناسی و تاریخ فلسفه در لهستان است.